# Miniphila
Miniphila là một chi bướm đêm thuộc họ Noctuidae.